# Томас, Хендри
Хе́ндри То́мас (исп. Hendry Thomas; 23 февраля 1985, Ла-Сейба, Гондурас) — гондурасский футболист, полузащитник.

## Клубная карьера
Томас дебютировал за «Олимпию» 26 сентября 2001 года в матче против «Реала Комаягуа», когда ему было всего 16 лет.
В июле 2009 года Томас перешёл в клуб английской Премьер-лиги «Уиган Атлетик», подписав трёхлетний контракт. Переход должен был состояться ещё летом 2008 года, но игрок не смог получить разрешение на работу.
21 августа 2012 года Томас подписал контракт с клубом MLS «Колорадо Рэпидз». В высшей лиге США дебютировал 31 августа 2012 года в матче против «Портленд Тимберс». 7 января 2013 года Томас подписал новый контракт с «Колорадо». 30 марта 2013 года в матче против «Портленд Тимберс» забил свой первый гол в MLS, реализовав пенальти.
12 февраля 2014 года Томас был приобретён клубом «Даллас» за распределительные средства. Дебютировал за «Даллас» 8 марта 2014 года в матче стартового тура сезона против «Монреаль Импакт». По окончании сезона 2014 «Даллас» отклонил опцию продления контракта Томаса.
7 августа 2015 года Томас подписал контракт с клубом Североамериканской футбольной лиги «Форт-Лодердейл Страйкерс». Дебютировал за «Страйкерс» 8 августа 2015 года в матче против «Нью-Йорк Космос».

## Карьера в сборной
За сборную Гондураса Томас дебютировал 23 февраля 2005 года в матче Кубка наций Центральной Америки 2005 против сборной Гватемалы. Представлял свою страну на чемпионате мира 2010. Также принял участие в Золотых кубках КОНКАКАФ 2005 и 2011 и Кубке наций Центральной Америки 2009. За сборную в общей сложности провёл 52 матча, забив два гола.
В составе олимпийской сборной Гондураса принял участие в Олимпийских играх 2008.